# Kanton Bellencombre
Der Kanton Bellencombre war bis 2015 ein französischer Wahlkreis im Arrondissement Dieppe, im Département Seine-Maritime und in der Region Haute-Normandie; sein Hauptort war Bellencombre, Vertreterin im Generalrat des Départements war von 1978 bis 2011 Annick Bocandé (UMP). Ihr folgte Nicolas Bertrand (ebenfalls UMP) nach.
Der Kanton Bellencombre war 140,21 km² groß und hatte (2006) 7.320 Einwohner, was einer Bevölkerungsdichte von 52 Einwohnern pro km² entsprach. Er lag im Mittel auf 146 Meter über dem Meeresspiegel, zwischen 52 m in Saint-Hellier und 213 m in Pommeréval.

## Gemeinden
Der Kanton bestand aus 15 Gemeinden:
| Gemeinde           | Einwohner Jahr | Fläche km² | Bevölkerungsdichte | Code INSEE | Postleitzahl |
| ------------------ | -------------- | ---------- | ------------------ | ---------- | ------------ |
| Ardouval           | 170 (2013)     | –          | – Einw./km²        | 76024      | 76680        |
| Beaumont-le-Hareng | 249 (2013)     | –          | – Einw./km²        | 76062      | 76850        |
| Bellencombre       | 687 (2013)     | –          | – Einw./km²        | 76070      | 76680        |
| Bosc-le-Hard       | 1.498 (2013)   | –          | – Einw./km²        | 76125      | 76850        |
| Cottévrard         | 440 (2013)     | –          | – Einw./km²        | 76188      | 76850        |
| Cressy             | 279 (2013)     | –          | – Einw./km²        | 76191      | 76720        |
| La Crique          | 357 (2013)     | –          | – Einw./km²        | 76193      | 76850        |
| Cropus             | 248 (2013)     | –          | – Einw./km²        | 76204      | 76720        |
| Les Grandes-Ventes | 1.778 (2013)   | –          | – Einw./km²        | 76321      | 76950        |
| Grigneuseville     | 343 (2013)     | –          | – Einw./km²        | 76328      | 76850        |
| Mesnil-Follemprise | 137 (2013)     | –          | – Einw./km²        | 76430      | 76660        |
| Pommeréval         | 421 (2013)     | –          | – Einw./km²        | 76506      | 76680        |
| Rosay              | 272 (2013)     | –          | – Einw./km²        | 76538      | 76680        |
| Saint-Hellier      | 440 (2013)     | –          | – Einw./km²        | 76588      | 76680        |
| Sévis              | 381 (2013)     | –          | – Einw./km²        | 76674      | 76850        |

## Bevölkerungsentwicklung
| 1962  | 1968  | 1975  | 1982  | 1990  | 1999  | 2006  |
| ----- | ----- | ----- | ----- | ----- | ----- | ----- |
| 6.166 | 5.900 | 5.930 | 6.127 | 6.750 | 6.968 | 7.320 |